# جومبونگسان
جومبونگسان (به لاتین: Jeombongsan) یک کوه است که در کره جنوبی واقع شده‌است. جومبونگسان ۱٬۴۲۴٫۲ متر بالاتر از سطح دریا واقع شده‌است.